# Benjamin Baker Moeur

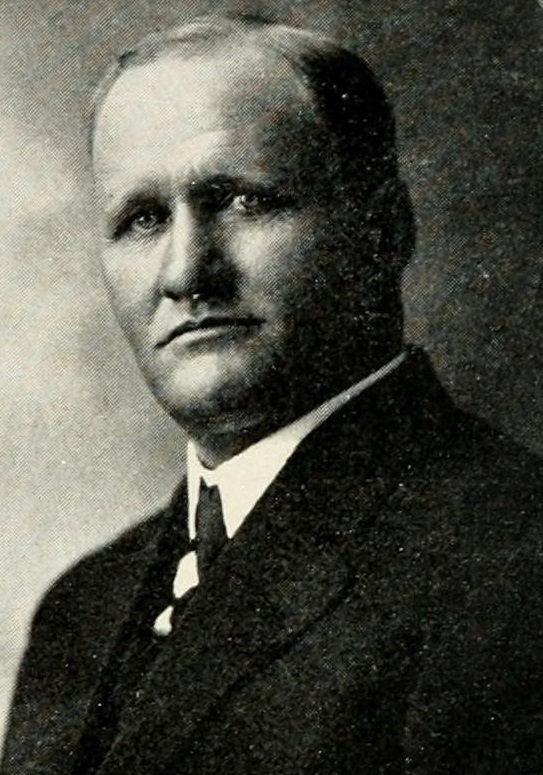
Benjamin Baker Moeur

Benjamin Baker Moeur (* 22. Dezember 1869 in Decherd, Tennessee; † 16. März 1937 in Tempe, Arizona) war ein US-amerikanischer Politiker (Demokratische Partei) und von 1933 bis 1937 Gouverneur des Bundesstaates Arizona.

## Frühe Jahre und politischer Aufstieg
Moeur graduierte 1896 an der Arkansas Industrial University, wo er einen Medical Degree erwarb. Anschließend zog er im selben Jahr nach Tempe in Arizona, wo er eine Arztpraxis gründete und sich an etlichen Geschäftsunternehmungen beteiligte. Er entschied sich 1910 eine politische Laufbahn einzuschlagen, als er Mitglied von Arizonas Verfassungskonvent wurde. Moeur war acht Jahre lang im Tempe School Board und zwölf Jahre im Tempe Normal School Board (heute Arizona State University) tätig.

## Gouverneur von Arizona
Am 8. November 1932 wurde er zum Gouverneur von Arizona gewählt und am 2. Januar 1933 vereidigt. Er wurde am 6. November 1934 für eine zweite Amtszeit wiedergewählt. Moeur hatte das Amt während des Höhepunkts der Great Depression inne und unternahm einige Schritte, um die wirtschaftliche Lage zu erleichtern. Er führte die Umsatz-, Luxus- und Einkommensteuern ein, reduzierte die Vermögensteuer auf 40 Prozent und schlug der Staatslegislative vor, das Budget um 4,5 Millionen Dollar einzuschneiden. Ferner startete man während seiner Administration mit dem Yuma-Gila Reclamation Project, der 21. Verfassungsartikel wurde durch Arizona ratifiziert und der Überlauf für den Hoover Dam offiziell geöffnet, um das Wasser für die Bewässerung des Landes innerhalb des Staates bereitzustellen. Moeur kandidierte 1936 erfolglos für eine dritte Amtszeit als Gouverneur. Er verließ am 4. Januar 1937 sein Amt.
Benjamin Baker Moeur starb am 16. März 1937, gerade zwei Monate nachdem er sein Amt verlassen hatte. Daraufhin wurde er auf dem Butte Cemetery in Tempe, Arizona beigesetzt. Er war mit Honor G. Anderson verheiratet. Das Paar hatte vier gemeinsame Kinder.